# Wilson Kwambai Chebet

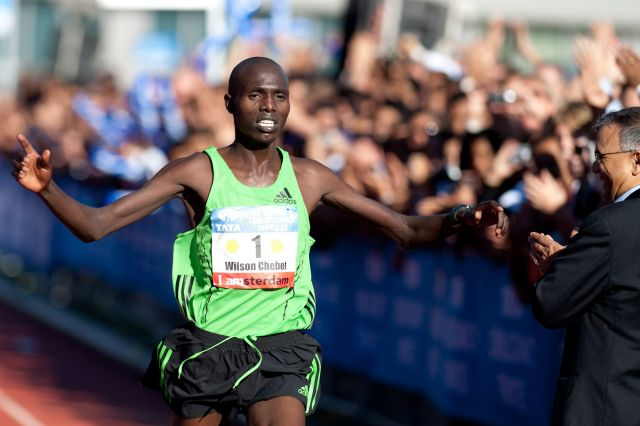
Wilson Kwambai Chebet

Wilson Kwambai Chebet (* 12. Juli 1985 in Marakwet) ist ein kenianischer Langstreckenläufer, der sich auf Straßenläufe spezialisiert hat.
Seine ersten Erfolge hatte er auf der Halbmarathondistanz. 2005 gewann er die Route du Vin und 2006 den AFC-Halbmarathon in San Diego. 2007 gewann er den Ribarroja-del-Turia-Halbmarathon sowie den Málaga-Halbmarathon, stellte bei der Route du Vin einen Streckenrekord auf und siegte beim Straßenlauf Marseille – Cassis. 2008 wurde er jeweils Dritter beim Rotterdam-Halbmarathon und beim Delhi-Halbmarathon, Vierter beim Paris-Halbmarathon und verteidigte seine Titel in Ribarroja del Turia und bei Marseille – Cassis.
2009 wurde Chebet Vierter beim RAK-Halbmarathon und gewann die 20 van Alphen. Nach Siegen beim Pardubicer Weinkellerei-Halbmarathon und beim Rabat-Halbmarathon erzielte er beim Rotterdam-Halbmarathon mit 59:15 min persönliche Bestleistung. In einem der schnellsten Halbmarathonrennen der Geschichte reichte diese Zeit jedoch nur zum fünften Platz. Bei den Halbmarathon-Weltmeisterschaften in Birmingham wurde er Sechster.
Im folgenden Jahr wurde er Sechster beim Abu-Dhabi-Halbmarathon, jeweils Zweiter beim Prag-Halbmarathon sowie beim Göteborgsvarvet und Dritter beim Rennen Beach to Beacon 10K. Im Herbst wurde er beim Amsterdam-Marathon hinter dem Äthiopier Getu Feleke Zweiter. Seine Zeit von 2:06:12 h war die zweitschnellste eines Debütanten über die Marathondistanz.
2011 gewann Chebet den Rotterdam-Marathon und verbesserte sich auf 2:05:27 h. Im Herbst desselben Jahres gewann er auch den Amsterdam-Marathon.

## Bestleistungen
- 10-km-Straßenlauf: 27:33 min, 9. November 2008, Neu-Delhi (Zwischenzeit)
- Halbmarathon: 59:15 min, 13. September 2009, Rotterdam
- Marathon: 2:05:27 h, 10. April 2011, Rotterdam